# Westkapelle (België)
Westkapelle is een dorp in de Belgische provincie West-Vlaanderen en een deelgemeente van Knokke-Heist, het was een zelfstandige gemeente tot aan de gemeentelijke herindeling van 1971.  Door nieuwe woonwijken is de kern van Westkapelle gaan aansluiten op de stedelijke kern van de badplaats Knokke.

## Geschiedenis
Westkapelle ligt in het Vlaams polderland en is ontstaan als een terp waarop zich schaapherders met hun kudden konden terugtrekken. Toen omstreeks 1170 de Kalvekeetdijk en de Bloedelozedijk werden aangelegd en het gebied daarbinnen werd ingepolderd, ontstond een permanente nederzetting en in 1180 werd Westkapelle voor het eerst vermeld als Waescapelle, waarbij Waes betrekking heeft op onvoldoende ontwaterde grond, vergelijk ook Waasland. Dit is later tot west verbasterd. Westkapelle had toen een hulpkerk die ondergeschikt was aan de parochie van Oostkerke.
Toen omstreeks 1170 de Greveningedijk werd aangelegd kon ook de Greveningepolder aan de zee worden onttrokken. Deze ligt ten westen van Westkapelle.
Omstreeks 1235 werd Westkapelle als zelfstandige parochie vermeld. Het tiendrecht behoorde toe aan de Abdij van Saint-Quentin.
Na de Sint-Elisabethsvloed (1404), die gepaard ging met dijkdoorbraken, werd de Graaf Jansdijk aangelegd. In 1405 echter werd het dorp geplunderd en vernield door Engelse troepen in het kader van de Honderdjarige Oorlog. De toren, een belangrijk baken voor de zeevaarders, werd an 1409-1413 hersteld. In het laatste kwart van de 15e eeuw (1488) zorgde de oorlog tussen Maximiliaan van Oostenrijk en het Graafschap Vlaanderen voor verwoestingen.
Ook de Tachtigjarige Oorlog bracht problemen, want opnieuw lag Westkapelle in een frontlinie. In 1575-1576 kreeg de plaats te maken met invallen van de Geuzen. Ook de kerk werd hierbij beschadigd. Tijdens het Twaalfjarig Bestand (1609-1621) konden de Gouverneurspolder, de Burkelpolder en de Godefrootpolder worden aangelegd. Daarna was er weer oorlog. In 1622 werd het Fort Isabella gebouwd en dat werd via de Linie van Fontaine verbonden met het Fort Sint-Donaas. Van 1655-1657 werd de Isabellavaart gegraven.
In 1759 werd een nieuwe steenweg tussen Westkapelle en Brugge gebouwd en in 1859-1864 een steenweg op Knokke. In 1889-1890 volgde de aanleg van een stoomtram van Brugge naar Sluis. De drukke Natiënlaan werd in de jaren '30 van de 20e eeuw aangelegd.
In 1798 werd de pastoor van Westkapelle, Jacobus de Neve tijdens de Franse tijd in België naar Guyana gedeporteerd en stierf in 1799 in Berbice. Naar hem is een plein genoemd in Westkapelle. In 1971 werd Westkapelle een deelgemeente van de nieuwe fusiegemeente Knokke-Heist.
Op 26 maart 2013 (rond 15.15 uur) werd de kerk van het dorp, de Sint-Niklaaskerk, door een hevige brand verwoest.

## Demografische ontwikkeling
- Bronnen:NIS, Opm:1831 tot en met 1970=volkstellingen

## Bezienswaardigheden
- De Sint-Niklaaskerk, zwaar beschadigd door brand in 2013 - heropbouw in 2018
- Grote hoeven en boerenhuizen (18de en 19de eeuw)
- De sites van het vroegere Fort Isabella en Fort Hazegras zijn beschermd

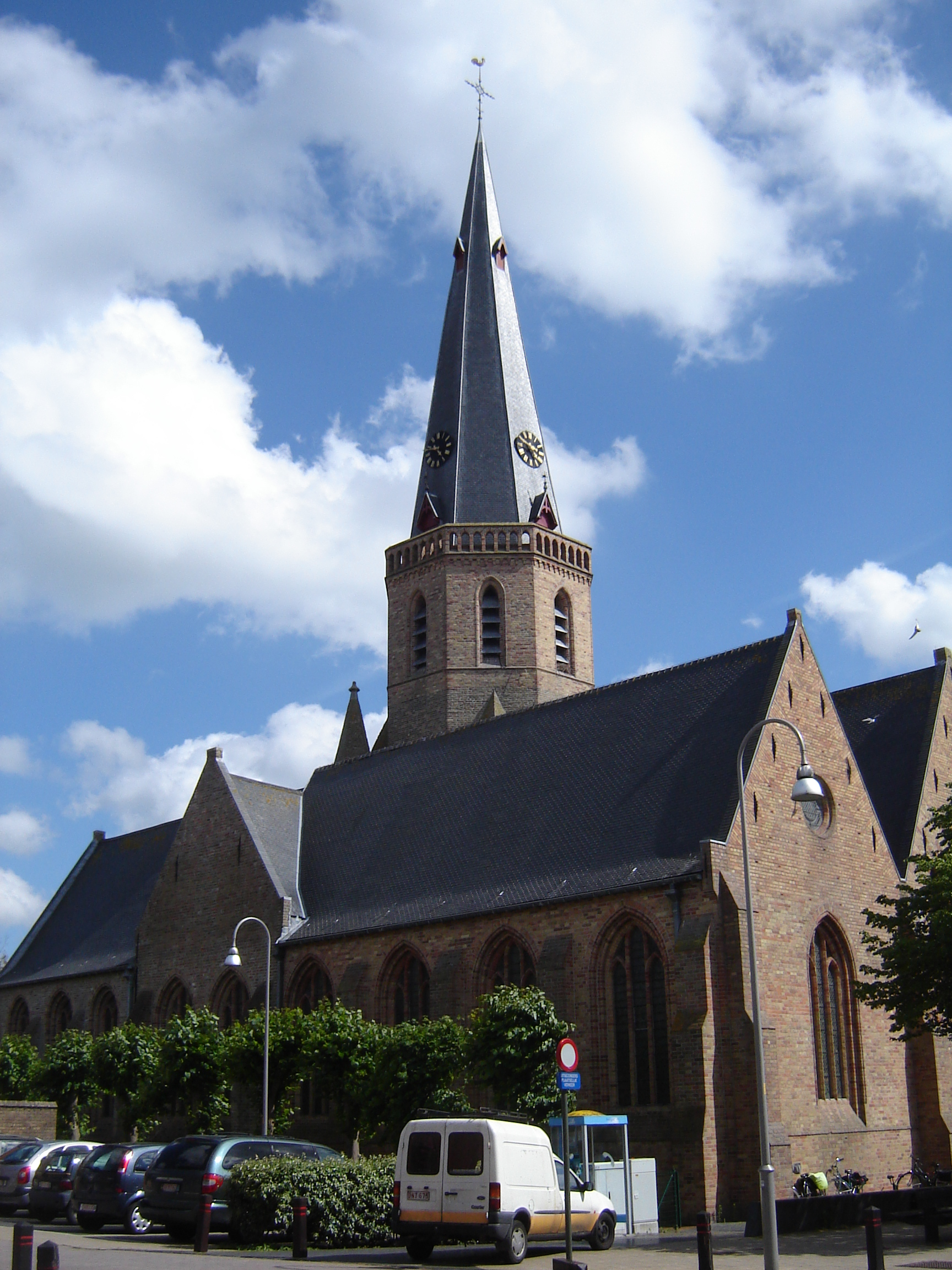
De Sint-Niklaaskerk, voordat deze op 26 maart 2013 afbrandde - zijzicht
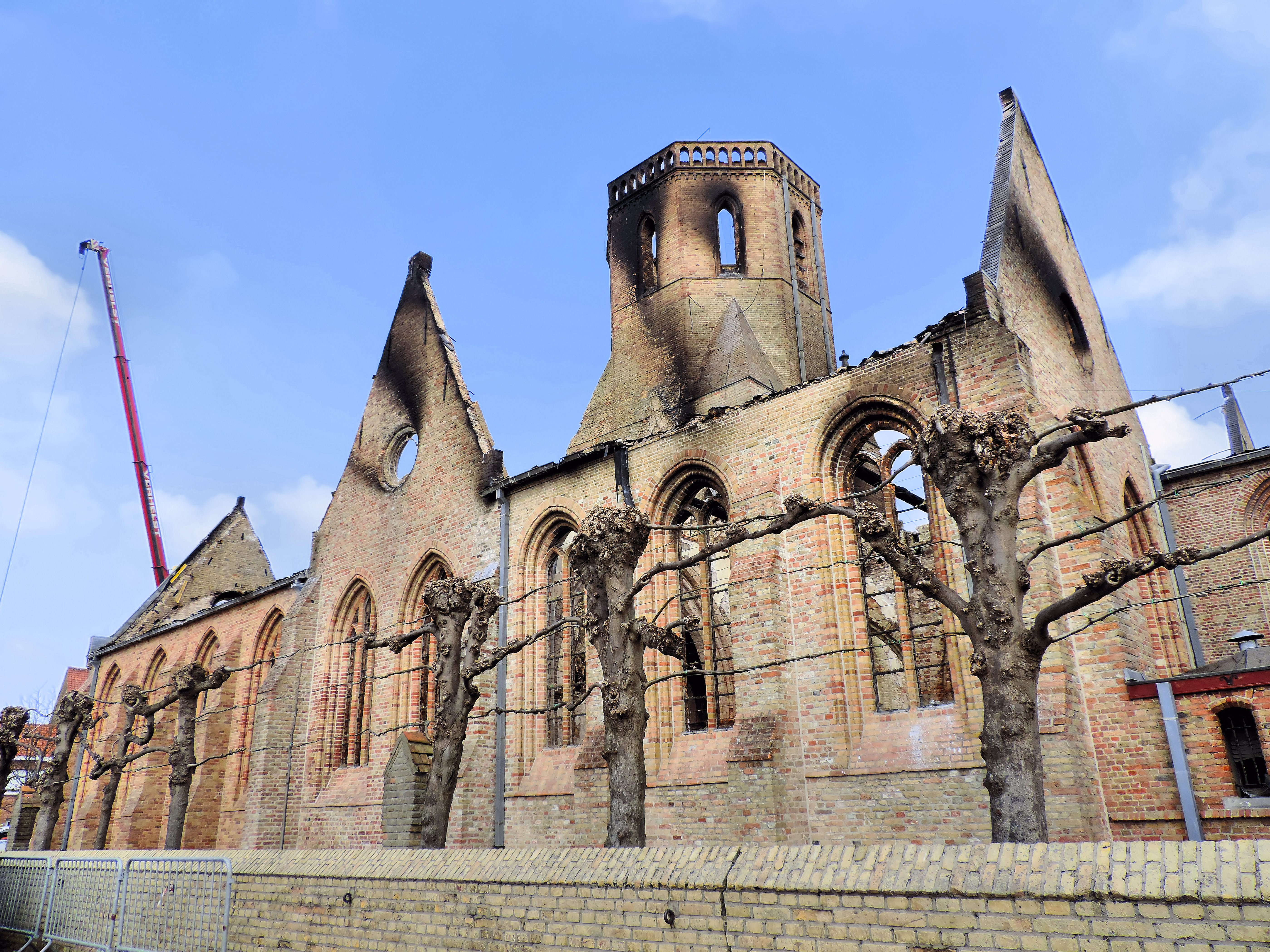
De Sint-Niklaaskerk, 3 dagen na de brand van 26 maart 2013 - zijzicht
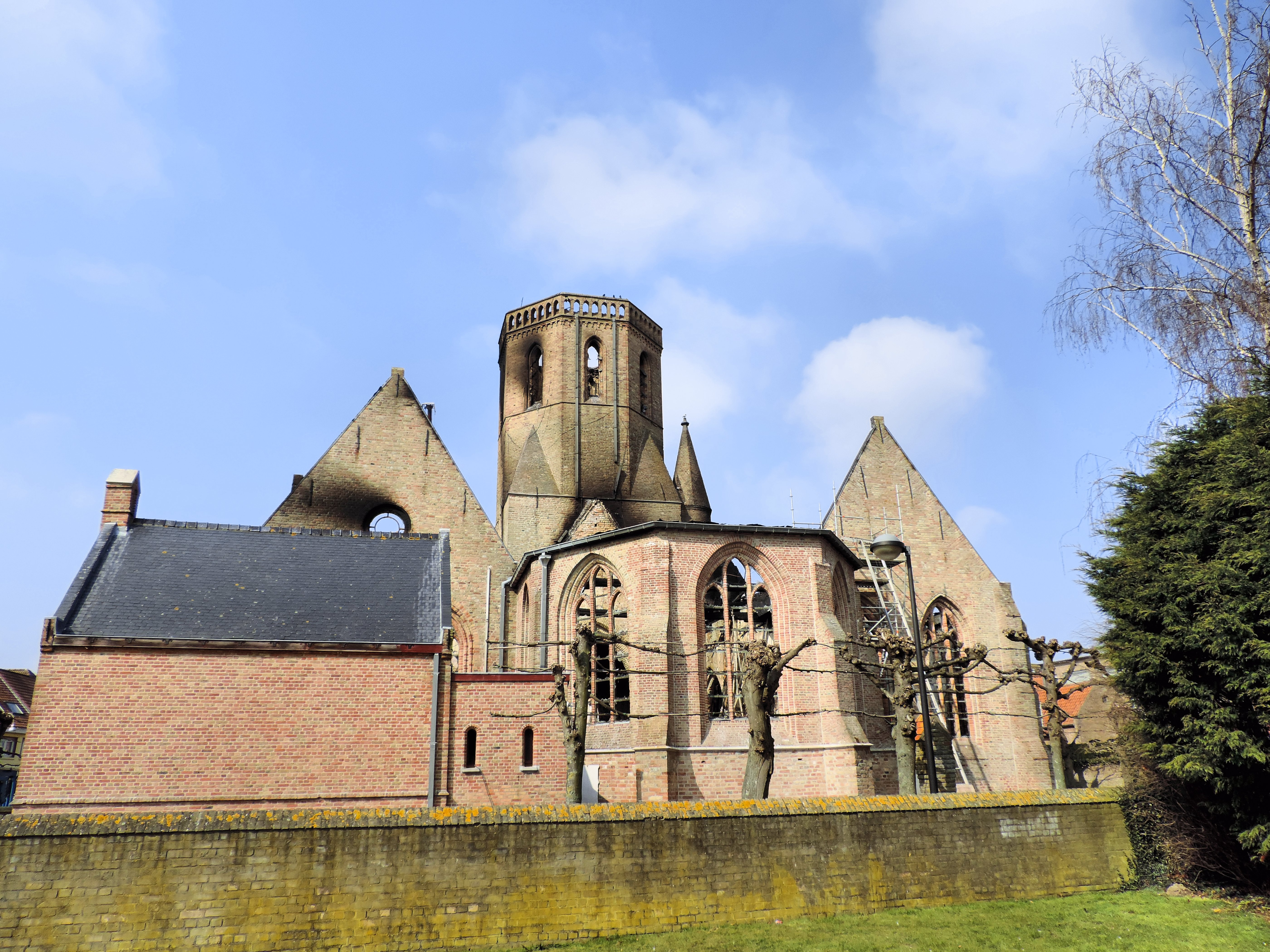
De Sint-Niklaaskerk, 3 dagen na de brand van 26 maart 2013

## Politiek
- Lijst van burgemeesters van Westkapelle (België)

## Verkeer en vervoer
Westkapelle ligt aan de Natiënlaan, de expresweg van Knokke naar Antwerpen (N49/E34). In Westkapelle kruist deze drukke weg de N376, de verbindingsweg tussen Brugge en het Nederlandse Sluis.
Ten zuiden van Westkapelle takt, sinds 2017, de A11 van de Natiënlaan af en loopt als snelweg langs de Haven van Zeebrugge om vanuit het noorden Brugge te bereiken.
Tussen 1890 en 1956 reed de NMVB-tramlijn Brugge-Knokke (-Heist) door Westkapelle, en tot 1951 de NMVB-tramlijn van Knokke naar Sluis.
De volgende buslijnen komen door het dorp:
- 41 Knokke-Brugge

- 42 Brugge-Breskens

- 45 Knokke-Maldegem

## Sport
Voetbalclub VV Westkapelle is aangesloten bij de KBVB en actief in de provinciale reeksen. Tevens is het oefencomplex van de eersteklasser Club Brugge er gelegen.

## Nabijgelegen kernen
Ramskapelle, Knokke, Oostkerke, Sint Anna ter Muiden
Deelgemeenten: Heist · Knokke · Ramskapelle · Westkapelle

Wijken: Albertstrand · Duinbergen · Het Zoute

Belgische gemeenten · Arrondissement Brugge · West-Vlaanderen · Vlaanderen